# Франция на летних Олимпийских играх 2000
Франция на летних Олимпийских играх 2000 была представлена 336 спортсменами. Сборная Франции получила 38 медалей, это на одну больше чем на предыдущих играх.

## Награды

### Золото
| Золото |                                                             |                                                        |
| №      | Спортсмены                                                  | Вид спорта (дисциплина)                                |
| 1      | Мишель Андрё Жан-Кристоф Роллан                             | Академическая гребля (двойка распашная)                |
| 2      | Жан-Кристоф Бетт Ксавье Дорфман Ив Хокд Лорен Поршье        | Академическая гребля (четвёрка распашная без рулевого) |
| 3      | Брахим Аслум                                                | Бокс (до 48 кг)                                        |
| 4      | Фелисия Балланже                                            | Велоспорт (спринт)                                     |
| 5      | Фелисия Балланже                                            | Велоспорт (гит, 500 м)                                 |
| 6      | Флориан Руссо                                               | Велоспорт (кейрин)                                     |
| 7      | Лорен Гане Арно Турнан Флориан Руссо                        | Велоспорт (Олимпийский спринт)                         |
| 8      | Мигель Мартинес                                             | Велоспорт (маунтинбайк)                                |
| 9      | Тони Эстанге                                                | Гребной слалом (Каноэ-одиночка)                        |
| 10     | Давид Дуйе                                                  | Дзюдо (свыше 100 кг)                                   |
| 11     | Северин Ванденхенде                                         | Дзюдо (до 63 кг)                                       |
| 12     | Франк Дюмулен                                               | Стрельба (пневматический пистолет)                     |
| 13     | Жан-Ноэль Феррари Брис Гияр Патрис Лотелье Лионель Плюменай | Фехтование (командная рапира)                          |

### Серебро
| Серебро | |                                     |
| №       | Спортсмены | Вид спорта (дисциплина)             |
| 1       | Джим Бильба, Янн Бонато, Макан Диумасси, Лорен Фуаре, Тьери Гаду, Сирил Жульен, Кроуфорд Палмер, Антуан Ригодо, Стефан Ризахер, Лорен Скьярра, Мустафа Сонко, Фредерик Вейс | Баскетбол (мужчины)                 |
| 2       | Флориан Руссо | Велоспорт (спринт)                  |
| 3       | Марион Клинье | Велоспорт (гонка преследования)     |
| 4       | Брижит Жибаль | Гребной слалом (Каяк-одиночка)      |
| 5       | Ларби Бенбудауд | Дзюдо (до 66 кг)                    |
| 6       | Селин Лебрен | Дзюдо (до 78 кг)                    |
| 7       | Роксана Марасино | Плавание (200 м, на спине)          |
| 8       | Эрик Пуайд | Спортивная гимнастика (конь)        |
| 9       | Бенжамен Варонян | Спортивная гимнастика (перекладина) |
| 10      | Дельфин Расин | Стрельба (стэнд)                    |
| 11      | Юг Обри | Фехтование (шпага)                  |
| 12      | Матьё Гурден | Фехтование (сабля)                  |
| 13      | Жан-Франсуа Ди Мартино Робер Леру Юг Обри Эрик Среки | Фехтование (командная шпага)        |
| 14      | Матьё Гурден Жюльен Пийе Седрик Сеген Дамьен Туйя | Фехтование (командная сабля)        |

### Бронза
| Бронза |                               |                                      |
| №      | Спортсмены                    | Вид спорта (дисциплина)              |
| 1      | Тибо Шапель Паскаль Турон     | Академическая гребля (двойка парная) |
| 2      | Жером Тома                    | Бокс (до 51 кг)                      |
| 3      | Жанни Лонго                   | Велоспорт (индивидуальная гонка)     |
| 4      | Анн-Лиз Барде                 | Гребной слалом (Каяк-одиночка)       |
| 5      | Фредерик Демонфокон           | Дзюдо (до 90 кг)                     |
| 6      | Стефан Трено                  | Дзюдо (до 100 кг)                    |
| 7      | Патрик Чила Жан-Филипп Гатьен | Настольный теннис (пары)             |
| 8      | Виржини Дидьё Мириам Линьо    | Синхронное плавание (дуэт)           |
| 9      | Арно Ди Паскуале              | Теннис (одиночки)                    |
| 10     | Паскаль Джентиль              | Тхэквондо (свыше 80 кг)              |
| 11     | Лора Флессель-Коловиц         | Фехтование (шпага)                   |

## Состав и результаты олимпийской сборной Франции

### Академическая гребля
В следующий раунд из каждого заезда проходили несколько лучших экипажей (в зависимости от дисциплины). В финал A выходили 6 сильнейших экипажей, остальные разыгрывали места в утешительных финалах B-D.
Мужчины
| Соревнование  | Спортсмены                       | Предварительный заезд | Предварительный заезд | Предварительный заезд | Отборочный заезд | Отборочный заезд | Отборочный заезд | Полуфинал | Полуфинал | Полуфинал | Финал   | Финал   | Итоговое место |
| Соревнование  | Спортсмены                       | Заезд                 | Время                 | Место                 | Заезд            | Время            | Место            | Заезд     | Время     | Место     | Время   | Место   | Итоговое место |
| ------------- | -------------------------------- | --------------------- | --------------------- | --------------------- | ---------------- | ---------------- | ---------------- | --------- | --------- | --------- | ------- | ------- | -------------- |
| двойки        | Мишель Андрьё Жан-Кристоф Роллан | 1                     | 6:44,80               | 1 Q                   | не участвовали   | не участвовали   | не участвовали   | 1         | 6:30,96   | 1 Q       | Финал A | Финал A | 1              |
| двойки        | Мишель Андрьё Жан-Кристоф Роллан | 1                     | 6:44,80               | 1 Q                   | не участвовали   | не участвовали   | не участвовали   | 1         | 6:30,96   | 1 Q       | 6:32,97 | 1       | 1              |
| двойки парные | Фредерик Коваль Адриан Арди      | 1                     | 6:32,69               | 3                     | 3                | 6:31,28          | 2 Q              | 2         | 6:32,09   | 4 QB      | Финал B | Финал B | 7              |
| двойки парные | Фредерик Коваль Адриан Арди      | 1                     | 6:32,69               | 3                     | 3                | 6:31,28          | 2 Q              | 2         | 6:32,09   | 4 QB      | 6:20,72 | 1       | 7              |

Женщины
| Соревнование  | Спортсмены               | Отборочная гонка | Отборочная гонка | Утешительный заезд | Утешительный заезд | Полуфинал      | Полуфинал      | Финал   | Финал   | Итоговое место |
| Соревнование  | Спортсмены               | Время            | Место            | Время              | Место              | Время          | Место          | Время   | Место   | Итоговое место |
| ------------- | ------------------------ | ---------------- | ---------------- | ------------------ | ------------------ | -------------- | -------------- | ------- | ------- | -------------- |
| двойки парные | Селин Гарсия Гаэль Бунье | 7:15,39          | 3                | 7:10,98            | 3                  | не участвовали | не участвовали | Финал B | Финал B | 8              |
| двойки парные | Селин Гарсия Гаэль Бунье | 7:15,39          | 3                | 7:10,98            | 3                  | не участвовали | не участвовали | 7:04,73 | 2       | 8              |

### Велоспорт

#### Трековый велоспорт
Всего спортсменов — 6
После квалификации лучшие спортсмены по времени проходили в раунд на выбывание, где проводили заезды одновременно со своим соперником. Лучшие спортсмены по времени проходили в следующий раунд.
Мужчины
| Спортсмен                            | Соревнование                       | Квалификация | Квалификация | 1\4 финала               | 1\2 финала     | Финал Матч за 3-е место        | Место |
| Спортсмен                            | Соревнование                       | Время        | Место        | Соперник Время           | Соперник Время | Соперник Время                 | Место |
| ------------------------------------ | ---------------------------------- | ------------ | ------------ | ------------------------ | -------------- | ------------------------------ | ----- |
| Филипп Гомон                         | Индивидуальная гонка преследования | 4:22,142     | 5            |                          | Не прошёл      | Не прошёл                      | 5     |
| Флориан Руссо Арно Турнан Лоран Гане | командный спринт                   | 44,425       | 1            | Германия · 44,302 · поб. |                | Великобритания · 44,233 · поб. |       |

Победители определялись по результатам одного соревновательного дня. В гите победителей определяли по лучшему времени, показанному на определённой дистанции, а в гонке по очкам и мэдисоне по количеству набранных баллов.
Мужчины
| Спортсмен   | Соревнование | Результат         | Место |
| Спортсмен   | Соревнование | Время Очки        | Место |
| ----------- | ------------ | ----------------- | ----- |
| Арно Турнан | Гит с места  | 1:03,023 (+1,414) | 5     |

Женщины
| Спортсмен           | Соревнование | Результат       | Место |
| Спортсмен           | Соревнование | Время Очки      | Место |
| ------------------- | ------------ | --------------- | ----- |
| Фелисия Балланже    | Гит с места  | 34,140 (OR)     |       |
| Магали Форе-Хэмберт | Гит с места  | 35,766 (+1,626) | 11    |

### Дзюдо
Спортсменов — 8
Соревнования по дзюдо проводились по системе на выбывание. В утешительные раунды попадали спортсмены, проигравшие полуфиналистам турнира. Два спортсмена, одержавших победу в утешительном раунде, в поединке за бронзу сражались с проигравшими в полуфинале.
Мужчины
| Соревнование | Спортсмены      | Первый раунд                     | Второй раунд                        | 1/8 финала                           | Четвертьфинал                     | Полуфинал                         | Финал                          | Место |
| Соревнование | Спортсмены      | Соперник Результат               | Соперник Результат                  | Соперник Результат                   | Соперник Результат                | Соперник Результат                | Соперник Результат             | Место |
| ------------ | --------------- | -------------------------------- | ----------------------------------- | ------------------------------------ | --------------------------------- | --------------------------------- | ------------------------------ | ----- |
| до 60 кг     | Эрик Деспецелль | Не участвовал                    | А. Чорфи (MAR) В 0200 — 0000        | Г. Курдгелашвили (MDA) П 0000 — 0000 | Завершил выступление              | Завершил выступление              | Завершил выступление           | —     |
| до 66 кг     | Ларби Бенбудауд | Хан Джи Хван (KOR) В 1000 — 0000 | Хорхе Кинтаналь (GUA) В 1000 — 0000 | Д. Соммервилль (GBR) В 0040 — 0001   | К. Уэмацу (ESP) В 1010 — 0000     | Д. Джовинаццо (ITA) В 1000 — 0000 | Х. Эзкан (TUR) П 0002 — 1000   | 2     |
| до 73 кг     | Феррид Хедер    | Не участвовал                    | А. Ларюков (BLR) П 0010 — 1000      | Утешительный турнир                  | Утешительный турнир               | Утешительный турнир               | Завершил выступление           | 7     |
| до 73 кг     | Феррид Хедер    | Не участвовал                    | А. Ларюков (BLR) П 0010 — 1000      | Герман Веласко (PER) В 0001 — 0001   | Г. Билодид (UKR) В 1011 — 0110    | В. Зелёный (LAT) П 0100 — 1110    | Завершил выступление           | 7     |
| до 81 кг     | Джамель Бурас   | Не участвовал                    | М. Аренс (NED) В 1001 — 0001        | Г. Артеага (CUB) В 1001 — 0001       | Квак Ок Чхоль (PRK) В 1000 — 0001 | М. Такимото (JPN) П 0001 — 0100   | Утешительный турнир            | 5     |
| до 81 кг     | Джамель Бурас   | Не участвовал                    | М. Аренс (NED) В 1001 — 0001        | Г. Артеага (CUB) В 1001 — 0001       | Квак Ок Чхоль (PRK) В 1000 — 0001 | М. Такимото (JPN) П 0001 — 0100   | А. Будылин (EST) П 0010 — 0013 | 5     |

Женщины
| Спортсмен         | Категория | 1/16                              | 1/8                | Четвертьфиналы     | Полуфиналы         | Первый доп. раунд                     | Утешительный четвертьфинал           | Утешительный полуфинал               | За 3 место Финал   | Место |
| Спортсмен         | Категория | Соперник Результат                | Соперник Результат | Соперник Результат | Соперник Результат | Соперник Результат                    | Соперник Результат                   | Соперник Результат                   | Соперник Результат | Место |
| ----------------- | --------- | --------------------------------- | ------------------ | ------------------ | ------------------ | ------------------------------------- | ------------------------------------ | ------------------------------------ | ------------------ | ----- |
| Сара Нишило-Россо | до 48 кг  | Чха Хёнхян (PRK) пор. 0000 — 1000 | Не прошла          | Не прошла          | Не прошла          | Галина Атайева (TKM) поб. 1000 — 0000 | Ванеса Аренас (ESP) поб. 1001 — 0000 | Чжао Шуньсинь (CHN) пор. 0100 — 1000 | Не прошла          | 7     |

| Соревнование | Спортсмены         | Первый раунд                           | 1/8 финала                           | Четвертьфинал                | Полуфинал                           | Финал                        | Место |
| Соревнование | Спортсмены         | Соперник Результат                     | Соперник Результат                   | Соперник Результат           | Соперник Результат                  | Соперник Результат           | Место |
| ------------ | ------------------ | -------------------------------------- | ------------------------------------ | ---------------------------- | ----------------------------------- | ---------------------------- | ----- |
| до 52 кг     | Летиция Тиньола    | Юдит Эссенг Аболло (CMR) В 1000 — 0000 | Ребекка Салливан (AUS) П 0010 — 0010 | Завершила выступление        | Завершила выступление               | Завершила выступление        | —     |
| до 57 кг     | Барбара Харель     | Л. Пейс (MLT) В 1000 — 0001            | Д. Гонсалес (CUB) П 0000 — 1000      | Утешительный турнир          | Утешительный турнир                 | Завершила выступление        | 7     |
| до 57 кг     | Барбара Харель     | Л. Пейс (MLT) В 1000 — 0001            | Д. Гонсалес (CUB) П 0000 — 1000      | М. Ломба (BEL) В 1001 — 0110 | Ч. Кавадзутти (ITA) П 0001 — 0011   | Завершила выступление        | 7     |
| до 63 кг     | Северин Ванденэнде | Чон Сон Сук (KOR) В 1001 — 0011        | С. Роберж (CAN) В 1001 — 0011        | Ч. Шутц (USA) В 1011 — 0000  | А. фон Рековски (GER) В 0201 — 0000 | Ли Шуфан (CHN) В 0010 — 0001 | 1     |

### Парусный спорт
Спортсменов — 3
Мужчины
| Класс  | Спортсмены                                 | Гладкие гонки | Гладкие гонки | Гладкие гонки | Гладкие гонки | Гладкие гонки | Гладкие гонки | Очки | Место | Матчевые гонки | Матчевые гонки | Матчевые гонки | Матчевые гонки | Матчевые гонки | Матчевые гонки | Матчевые гонки        | Матчевые гонки        | Матчевые гонки        | Матчевые гонки        | Матчевые гонки        | Матчевые гонки        | Матчевые гонки        | Матчевые гонки        | Матчевые гонки        | Матчевые гонки        | Матчевые гонки        | Матчевые гонки        | Матчевые гонки        | Матчевые гонки        | Матчевые гонки        | Матчевые гонки        | Матчевые гонки        | Место |
| Класс  | Спортсмены                                 | Гладкие гонки | Гладкие гонки | Гладкие гонки | Гладкие гонки | Гладкие гонки | Гладкие гонки | Очки | Место | Первый раунд   | Первый раунд   | Первый раунд   | Первый раунд   | Первый раунд   | Место          | Второй раунд          | Второй раунд          | Второй раунд          | Второй раунд          | Второй раунд          | Место                 | 1/2 финала            | 1/2 финала            | 1/2 финала            | 1/2 финала            | 1/2 финала            | Место                 | Финал                 | Финал                 | Финал                 | Финал                 | Финал                 | Место |
| Класс  | Спортсмены                                 | 1             | 2             | 3             | 4             | 5             | 6             | Очки | Место | Великобритания | Швеция         | Украина        | Дания          | Германия       | Место          | 1                     | 2                     | 3                     | 4                     | 5                     | Место                 | 1                     | 2                     | 3                     | 4                     | 5                     | Место                 | 1                     | 2                     | 3                     | 4                     | 5                     | Место |
| ------ | ------------------------------------------ | ------------- | ------------- | ------------- | ------------- | ------------- | ------------- | ---- | ----- | -------------- | -------------- | -------------- | -------------- | -------------- | -------------- | --------------------- | --------------------- | --------------------- | --------------------- | --------------------- | --------------------- | --------------------- | --------------------- | --------------------- | --------------------- | --------------------- | --------------------- | --------------------- | --------------------- | --------------------- | --------------------- | --------------------- | ----- |
| Солинг | Филипп Прести Паскаль Рамбо Жан-Мари Дорис | 9             | 13            | 11            | 9             | 3             | 7             | 39   | 9     | поб.           | пор.           | поб.           | пор.           | пор.           | 4              | Завершили выступление | Завершили выступление | Завершили выступление | Завершили выступление | Завершили выступление | Завершили выступление | Завершили выступление | Завершили выступление | Завершили выступление | Завершили выступление | Завершили выступление | Завершили выступление | Завершили выступление | Завершили выступление | Завершили выступление | Завершили выступление | Завершили выступление | 10    |

### Плавание
Спортсменов — 11
В следующий раунд на каждой дистанции проходили лучшие спортсмены по времени, независимо от места занятого в своём заплыве.
Мужчины
| Спортсмен                                          | Соревнование          | Предварительные заплывы | Предварительные заплывы | Полуфиналы | Полуфиналы | Финал     | Финал     |
| Спортсмен                                          | Соревнование          | Результат               | Место                   | Результат  | Место      | Результат | Место     |
| -------------------------------------------------- | --------------------- | ----------------------- | ----------------------- | ---------- | ---------- | --------- | --------- |
| Николас Ростушер                                   | 400 м вольный стиль   | 3:51,80                 | 12                      |            |            | Не прошёл | Не прошёл |
| Симон Дуфур                                        | 100 м на спине        | 56,01                   | 15                      | 55,79      | 12         | Не прошёл | Не прошёл |
| Юг Дюбоск                                          | 100 м брасс           | 1:02,40                 | 14                      | 1:02,89    | 16         | Не прошёл | Не прошёл |
| Жоанн Ле Биан                                      | 400 м комплекс        | 4:20,96                 | 14                      |            |            | Не прошёл | Не прошёл |
| Фредерик Буске Ромаин Барнье Уго Виарт Николя Кинт | 4х100 м вольный стиль | 3:20,19                 | 8                       |            |            | 3:21,00   | 7         |

Женщины
| Спортсменка        | Соревнование         | Предварительные заплывы | Предварительные заплывы | Полуфиналы | Полуфиналы | Финал     | Финал     |
| Спортсменка        | Соревнование         | Результат               | Место                   | Результат  | Место      | Результат | Место     |
| ------------------ | -------------------- | ----------------------- | ----------------------- | ---------- | ---------- | --------- | --------- |
| Лауэтитья Шу       | 400 м вольным стилем | 4:13,09                 | 14                      |            |            | Не прошла | Не прошла |
| Сесиль Жансон      | 100 м баттерфляем    | 59,96                   | 17                      | 59,80      | 14         | Не прошла | Не прошла |
| Роксана Марасинону | 100 м на спине       | 1:01,66                 | 3                       | 1:01,61    | 5          | 1:01,10   | 4         |

### Прыжки в воду
Спортсменов — 6
В индивидуальных прыжках в предварительных раундах складывались результаты квалификации и полуфинальных прыжков. По их результатам в финал проходило 12 спортсменов. В финале они начинали с результатами полуфинальных прыжков.
В синхронных прыжках спортсмены стартовали сразу с финальных прыжков
Мужчины
| Спортсмен                         | Соревнование        | Квалификация | Квалификация | Полуфинал | Полуфинал | Всего     | Финал     | Финал     | Всего  | Место |
| Спортсмен                         | Соревнование        | Очков        | Место        | Очков     | Место     | Всего     | Очков     | Место     | Всего  | Место |
| --------------------------------- | ------------------- | ------------ | ------------ | --------- | --------- | --------- | --------- | --------- | ------ | ----- |
| Фредерик Пьерр                    | трамплин            | 310,74       | 40           | Не прошёл | Не прошёл | Не прошёл | Не прошёл | Не прошёл | 310,74 | 40    |
| Жиль Эмптоз-Лакоте                | вышка               | 377,70       | 20           | Не прошёл | Не прошёл | Не прошёл | Не прошёл | Не прошёл | 377,70 | 20    |
| Фредерик Пьерр Жиль Эмптоз-Лакоте | синхронный трамплин |              |              |           |           |           |           |           | 310,08 | 6     |
| Фредерик Пьерр Жиль Эмптоз-Лакоте | синхронная вышка    |              |              |           |           |           |           |           | 314,94 | 8     |

Женщины
| Спортсмен                      | Соревнование     | Квалификация | Квалификация | Полуфинал | Полуфинал | Всего     | Финал     | Финал     | Всего  | Место |
| Спортсмен                      | Соревнование     | Очков        | Место        | Очков     | Место     | Всего     | Очков     | Место     | Всего  | Место |
| ------------------------------ | ---------------- | ------------ | ------------ | --------- | --------- | --------- | --------- | --------- | ------ | ----- |
| Сандра Понтус                  | трамплин         | 242,79       | 23           | Не прошла | Не прошла | Не прошла | Не прошла | Не прошла | 242,79 | 23    |
| Жюли Дано                      | трамплин         | 219,87       | 36           | Не прошла | Не прошла | Не прошла | Не прошла | Не прошла | 219,87 | 36    |
| Одиль Арболе-Сушон             | вышка            | 260,25       | 23           | Не прошла | Не прошла | Не прошла | Не прошла | Не прошла | 260,25 | 23    |
| Клер Фебвей                    | вышка            | 222,81       | 35           | Не прошла | Не прошла | Не прошла | Не прошла | Не прошла | 222,81 | 35    |
| Одиль Арболе-Сушон Клер Фебвей | синхронная вышка |              |              |           |           |           |           |           | 277,14 | 7     |

### Стрельба
Спортсменов — 5
После квалификации лучшие спортсмены по очкам проходили в финал, где продолжали с очками, набранными в квалификации. В некоторых дисциплинах квалификация не проводилась. Там спортсмены выявляли сильнейшего в один раунд.
Мужчины
| Спортсмен      | Соревнование   | Квалификация | Место | Финал     | Место     | Всего      | Место |
| -------------- | -------------- | ------------ | ----- | --------- | --------- | ---------- | ----- |
| Франк Дюмулен  | Пистолет, 10 м | 590 (OR)     | 1     | 98,9      | 5         | 688,9 (OR) |       |
| Стефан Ганье   | Пистолет, 10 м | 581          | 5     | 101,0     | 1         | 682,0      | 5     |
| Кристоф Викард | Трап           | 115          | 7     | Не прошёл | Не прошёл | 115        | 7     |
| Стефан Кламенс | Трап           | 107          | 30    | Не прошёл | Не прошёл | 107        | 30    |

Женщины
| Спортсмен      | Соревнование   | Квалификация | Место | Финал     | Место     | Всего | Место |
| -------------- | -------------- | ------------ | ----- | --------- | --------- | ----- | ----- |
| Валери Беллену | Винтовка, 10 м | 391          | 20    | Не прошла | Не прошла | 391   | 20    |

### Триатлон
Спортсменов — 6
Триатлон дебютировал в программе летних Олимпийских игр. Соревнования состояли из 3 этапов - плавание (1,5 км), велоспорт (40 км), бег (10 км).
Мужчины
| Спортсмен    | Соревнование      | Плавание | Велоспорт | Бег      | Итоговое время | Место | Отставание |
| ------------ | ----------------- | -------- | --------- | -------- | -------------- | ----- | ---------- |
| Оливье Марсо | личное первенство | 18:11,69 | 58:12,40  | 32:53,94 | 1:49:18,03     | 7     | +00:54,01  |
| Карл Бласко  | личное первенство | 18:06,19 | 59:18,21  | 32:53,62 | 1:50:18,02     | 19    | +01:54,00  |
| Стефан Бинье | личное первенство | 18:01,59 | 59:36,10  | 33:34,46 | 1:51:12,15     | 31    | +02:48,13  |

Женщины
| Спортсмен               | Соревнование      | Плавание | Велоспорт  | Бег      | Итоговое время | Место | Отставание |
| ----------------------- | ----------------- | -------- | ---------- | -------- | -------------- | ----- | ---------- |
| Изабелль Мутон-Мишеллис | личное первенство | 19:48,98 | 1:05:28,50 | 37:35,93 | 2:02:53,41     | 7     | +02:12,89  |
| Кристин Носк            | личное первенство | 19:43,78 | 1:05:33,90 | 37:44,22 | 2:03:01,90     | 8     | +02:21,38  |
| Беатрис Мутон           | личное первенство | 21:15,48 | 1:09:03,90 | 40:48,70 | 2:11:08,08     | 35    | +10:27,56  |

### Тяжёлая атлетика
Спортсменов — 3
В рамках соревнований по тяжёлой атлетике проводятся два упражнения - рывок и толчок. В каждом из упражнений спортсмену даётся 3 попытки, в которых он может заказать любой вес, кратный 2,5 кг. Победитель определяется по сумме двух упражнений.
Мужчины
| Спортсмен           | Категория | Вес   | Рывок | Рывок | Рывок | Толчок | Толчок | Толчок | Всего | Место |
| Спортсмен           | Категория | Вес   | 1     | 2     | 3     | 1      | 2      | 3      | Всего | Место |
| ------------------- | --------- | ----- | ----- | ----- | ----- | ------ | ------ | ------ | ----- | ----- |
| Эрик Боннель        | до 56 кг  | 55,70 | 112,5 | 117,5 | 117,5 | 140,0  | 147,5  | 147,5  | 252,5 | 14    |
| Самсон Н'Дика-Матам | до 62 кг  | 61,88 | 125,0 | 130,0 | 130,0 | 160,0  | 165,0  | 165,0  | 285,0 | 12    |

Женщины
| Спортсмен     | Категория | Вес   | Рывок | Рывок | Рывок | Толчок | Толчок | Толчок | Всего | Место |
| Спортсмен     | Категория | Вес   | 1     | 2     | 3     | 1      | 2      | 3      | Всего | Место |
| ------------- | --------- | ----- | ----- | ----- | ----- | ------ | ------ | ------ | ----- | ----- |
| Сабрина Ришар | до 48 кг  | 46,88 | 70,0  | 72,5  | 75,0  | 87,5   | 92,5   | 92,5   | 157,5 | 8     |

### Фехтование
Спортсменов — 6
В индивидуальных соревнованиях спортсмены сражаются три раунда по три минуты, либо до того момента, как один из спортсменов нанесёт 15 уколов. В командных соревнованиях поединок идёт 9 раундов по 4 минуты каждый, либо до 45 уколов. Если по окончании времени в поединке зафиксирован ничейный результат, то назначается дополнительная минута до «золотого» укола.
Мужчины
| Соревнование         | Спортсмены                                    | 1/32 финала        | 1/16 финала                                  | 1/8 финала                               | Четвертьфиналы                   | Полуфиналы                          | Финал матч за 3-е место             | Место |
| Соревнование         | Спортсмены                                    | Соперник Результат | Соперник Результат                           | Соперник Результат                       | Соперник Результат               | Соперник Результат                  | Соперник Результат                  | Место |
| -------------------- | --------------------------------------------- | ------------------ | -------------------------------------------- | ---------------------------------------- | -------------------------------- | ----------------------------------- | ----------------------------------- | ----- |
| Индивидуальная шпага | Юг Обри (22)                                  | не участвовал      | Жан-Франсуа ди Мартино (FRA) (11) поб. 15:12 | Джерард Адамс (AUS) (38) поб. 15:5       | Петер Ванки (SWE) (3) поб. 15:12 | Марсель Фишер (SUI) (18) поб. 15:13 | Павел Колобков (RUS) (1) пор. 12:15 | 2     |
| Индивидуальная шпага | Эрик Среки (12)                               | не участвовал      | Кристоф Среки (AUT) (21) поб. 15:10          | Александр Горбачук (UKR) (37) поб. 15:11 | Ли Сан Ки (KOR) (20) пор. 14:15  | Завершил выступление                | Завершил выступление                | 7     |
| Индивидуальная шпага | Жан-Франсуа ди Мартино (11)                   | не участвовал      | Юг Обри (FRA) (22) пор. 12:15                | Завершил выступление                     | Завершил выступление             | Завершил выступление                | Завершил выступление                | 21    |
| Командная шпага      | Жан-Франсуа ди Мартино Юг Обри Эрик Среки (1) |                    |                                              | Не участвовали                           | Венгрия (8) · поб. 43:42         | Куба (4) · поб. 45:36               | Италия (3) · пор. 38:39             | 2     |

Женщины
| Соревнование         | Спортсмены                                                     | 1/32 финала           | 1/16 финала                         | 1/8 финала                               | Четвертьфиналы                           | Полуфиналы                       | Финал матч за 3-е место               | Место |
| Соревнование         | Спортсмены                                                     | Соперник Результат    | Соперник Результат                  | Соперник Результат                       | Соперник Результат                       | Соперник Результат               | Соперник Результат                    | Место |
| -------------------- | -------------------------------------------------------------- | --------------------- | ----------------------------------- | ---------------------------------------- | ---------------------------------------- | -------------------------------- | ------------------------------------- | ----- |
| Индивидуальная шпага | Лора Флессель-Коловиц (2)                                      | не участвовала        | Тамара Сотра (YUG) (31) поб. 15:9   | Андреа Рентмайстер (AUT) (18) поб. 15:12 | Маргарита Дзалаффи (ITA) (10) поб. 15:11 | Тимеа Надь (HUN) (14) пор. 14:15 | За 3-е место                          | 3     |
| Индивидуальная шпага | Лора Флессель-Коловиц (2)                                      | не участвовала        | Тамара Сотра (YUG) (31) поб. 15:9   | Андреа Рентмайстер (AUT) (18) поб. 15:12 | Маргарита Дзалаффи (ITA) (10) поб. 15:11 | Тимеа Надь (HUN) (14) пор. 14:15 | Татьяна Логунова (RUS) (13) поб. 15:6 | 3     |
| Индивидуальная шпага | Валери Берлуа-Леру (5)                                         | не участвовала        | Катя Насс (GER) (28) поб. 15:12     | Санджита Трипатхи (FRA) (21) поб. 15:8   | Татьяна Логунова (RUS) (13) пор. 10:15   | Завершила выступление            | Завершила выступление                 | 5     |
| Индивидуальная шпага | Санджита Трипатхи (21)                                         | не участвовала        | Шеррейн Шальм (CAN) (12) поб. 15:13 | Валери Берлуа-Леру (FRA) (5) пор. 8:15   | Завершила выступление                    | Завершила выступление            | Завершила выступление                 | 14    |
| Командная шпага      | Валери Берлуа-Леру Санджита Трипатхи Лора Флессель-Коловиц (2) |                       |                                     |                                          | Китай (7) · пор. 42:45                   | За 5-8-е места                   | За 7-е место                          | 5     |
| Командная шпага      | Валери Берлуа-Леру Санджита Трипатхи Лора Флессель-Коловиц (2) | Куба (6) · пор. 45:39 | Германия (5) · поб. 45:33           |                                          | Китай (7) · пор. 42:45                   |                                  |                                       | 5     |